# Gorua
Gorua là một chi bướm đêm thuộc họ Erebidae.